# Trelleborg–Klagstorps Järnväg
Trelleborg-Klagstorps Järnväg (TKJ) var en normalspårig totalt 14 kilometer lång enskild järnväg som sträckte sig mellan Trelleborg och Klagstorp i Skåne. Koncession beviljades den 17 december 1886 och den 17 oktober 1890 öppnades banan på sträckan mellan Trelleborg och Södra Åby och den 16 december samma år på den återstående sträckan till Klagstorp. Den 1 januari 1894 överläts banan till Trelleborg-Rydsgårds Järnväg (TRJ). 